# Nocaracris pontica
Nocaracris pontica är en insektsart som beskrevs av Willy Adolf Theodor Ramme 1951. Nocaracris pontica ingår i släktet Nocaracris och familjen Pamphagidae. Inga underarter finns listade i Catalogue of Life.